# Больничный (Шуньгское сельское поселение)
Больни́чный — посёлок в составе Шуньгского сельского поселения Медвежьегорского района Республики Карелия.

## География

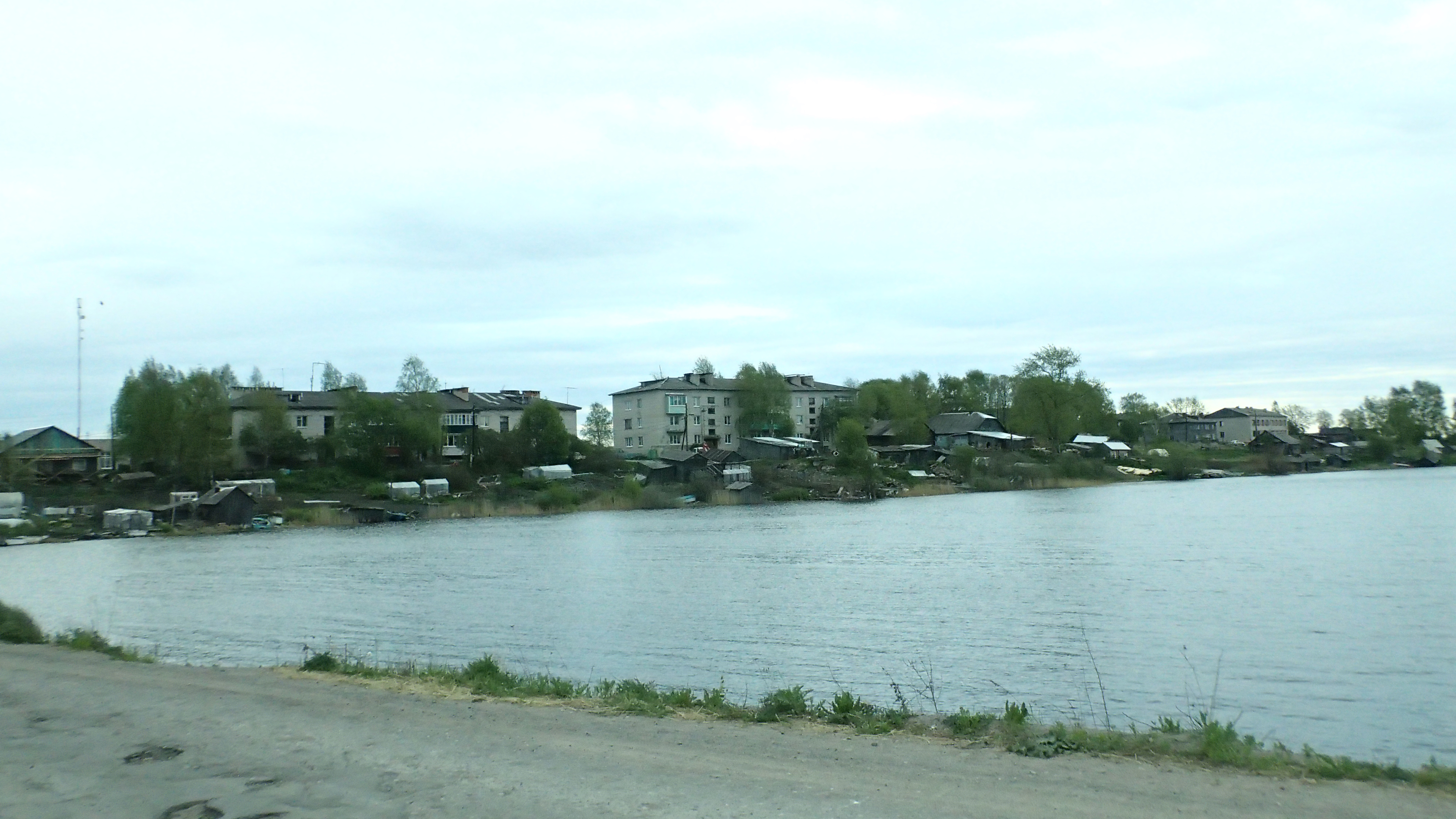
Вид на Шуньгу со стороны посёлка Больничный

Расположен на Заонежском полуострове, на берегу озера Путкозеро в самой северо-западной его части — крайняя точка озера находится в 2 км от посёлка. На севере — центр сельского поселения деревня Шуньга, расположившаяся на протяжённом острове посреди озера и на противоположном берегу Путкозера, от которого указанный остров отделён нешироким проливом, местами сужающимся до протоки. Ширина озера между островом и юго-западным берегом, где находится Больничный, невелика, посёлок связан с Шуньгой мостом. С юго-востока, через Шуньгу, по мосту в посёлок Больничный и далее на северо-запад уходит трасса Р17 Великая Губа — Медвежьегорск.
Берег Путкозера, на котором стоит Шуньга, представляет собой узкий перешеек между Путкозером и губой Шуньга Онежского озера. В средней его части к северу от деревни расположено небольшое озеро Загорское, связанное протоками с двумя вышеупомянутыми водоёмами. Между этим озером и Шуньгой возвышается невысокая гора Майская (около 60 м над уровнем моря).
Берег, где стоит Больничный, напротив, более низкий, умеренно холмистый, и также, в свою очередь, является узким перешейком между двумя озёрами — Путкозером и расположенным западнее Валгмозером. Южнее посёлка они связаны протокой. Наконец, севернее Валгмозера есть ещё один водоём — Тельпозеро, имеющий сток в Путкозеро.
Окрестности вышеупомянутых озёр ранее были достаточно плотно заселены. Вдоль берегов Путкозера и Валгмозера, юго-восточнее и южнее Больничного, находились населённые пункты Лог, Деригузово, Кулдосово и Лазарево. На противоположном берегу, также к юго-востоку от Больничного и Шуньги — Нефедово, Карпин Наволок и Селезнево (центр Селезневского общества). Северо-западнее, на перешейке между озёрами — Воробьево, Екимово, Тимохово и Тельпозеро. На южном и западном берегах Валгмозера имелись поселения Кузьгуба, Торицино, Никонова Гора, Клочево, Лахново и Коробейниково. К северо-западу от Шуньги располагались Дубнево, Пустоша и Куднаволок. На сегодня единичные жители остались лишь в 3 селениях (Тимохово, Лахново и Коробейниково).
Единственными относительно крупными населёнными пунктами в окрестностях посёлка остаются центр сельсовета деревня Шуньга (вместе с вошедшими в её границы поселениями Тюльчинская и Завьялова) и находящийся севернее Шуньги посёлок ММС.

## История
Ранее посёлок Больничный был известен как деревня Большой Двор и носил это название как минимум до конца 1980-х годов.
Большой Двор входил в состав Селезневского общества (по крайней мере, по сведениям начала XX века) и имел, по некоторым данным, второе название Сельга, что могло означать — «хребет, гряда». Деревня была одним из центров заонежского вышивального искусства.
В 1867 году в деревне было открыто Шуньгское земское училище на 106 учеников. В 1893 году оно было преобразовано в образцовое мужское училище Министерства народного просвещения, а в 1896 году — объединено с женским земским училищем из Шуньги.
В конце 1980-х годов деревня Большой Двор обозначалась на картах как микрорайон деревни Шуньга.

## Население
| 2002 | 2009 | 2010 | 2013 |
| ---- | ---- | ---- | ---- |
| 46   | ↗59  | ↘24  | →24  |

По данным переписи 2002 года, в посёлке проживало 46 человек (25 мужчин, 21 женщина), 98 % населения составляли русские.

## Инфраструктура
- Ранее в посёлке располагались водокачка и скотный двор[2]. На сегодняшний день в посёлке находится свиноферма[12].